# Selenococcidium intermedium
Selenococcidium intermedium is een soort in de taxonomische indeling van de Myzozoa, een stam van microscopische parasitaire dieren. Het organisme komt uit het geslacht Selenococcidium en behoort tot de familie Selenococcidiidae. Selenococcidium intermedium werd in 1910 ontdekt door Léger & Dubosq.